# Game Audio Network Guild
A Game Audio Network Guild ou G.A.N.G é uma associação estadunidense de profissionais da indústria de jogos eletrônicos. Criada em 2002, tem agora mais de 2500 membros em 29 países.

## História
Em 2001, no Project Bar-B-Q do Congresso Texano de Áudio e Música Interativa, o compositor e sonoplasta, Tommy Tallarico propôs a criação da guilda para reunir a comunidade de profissionais dentro da mesma estrutura e promover áudio em videogames. O grupo focal do projeto incluiu os compositores Clint Bajakian, Steve Horowitz e Alexander Brandon. A escolha do nome de "guilda" está ligada à sua história. Na Renascença havia uma organização comercial que supervisionava e controlava a autorização para praticar um ofício ou uma arte; ela operava segundo o sistema de mestres e aprendizes. Essas referências são encontradas no status dos membros do Game Audio Network Guild: o posto mais alto, Diamond ("diamante"), é referente a um profissional que tenha pelo menos 25 anos de carreira.
Em fevereiro de 2002, em uma reunião da Dolby, os membros do Conselho de Administração foram escolhidos: Tallarico é nomeado Presidente, Bajakian Vice-Presidente e Jack Wall Diretor Sênior. No mês seguinte foi realizado na Game Developers Conference o primeiro evento público. Os primeiros Prêmios G.A.N.G foram realizados em 2003.
O desejo da guilda de promover a música e o som dos videogames foi concretizado com a integração de videogames no prestigiado Grammy Awards, a integração foi efetivada em 2012 com a categoria Música para Mídia Visual. A trilha sonora de Austin Wintory para Journey também foi nomeada nesse ano, juntamente com a de The Dark Knight Rises, The Adventures of Tintin e O Artista.

## GANG Awards
Desde 2003, a guilda concede prêmios em uma cerimônia a cada ano durante a Game Developers Conference, em São Francisco . Eles são concernentes aos jogos lançados no ano anterior nos Estados Unidos. As vinte ou mais categorias são baseadas em música, áudio e sonoplastia. 
- Audio of the Year: premia o jogo com a melhor trilha sonora, incluindo música, sonoplastia, dublagem, mixagem, interatividade, programação de áudio e muito mais.
- Music of the Year:  premia o jogo com a melhor composição original.
- Sound Design of the Year:  premia o jogo com a melhor criação e implementação de efeitos sonoros.
- Best Original Soundtrack Album :  premia o jogo com o melhor álbum comercialmente disponível.
- Best Interactive Score: premia o jogo cuja implementação da música atende melhor às interações do jogador.
- Best Handheld Audio:  premia o jogo para consoles portáteis ou smartphones com a melhor música, efeitos sonoros e dublagem.
- Best Dialogue: premia o jogo cuja performance vocal, gravação, qualidade de diálogo, realismo das vozes são as melhores.
- Best Original Instrumental: premia a Melhor Canção sem voz.
- Best Original Vocal – Choral: premia a melhor canção que contenha um coral.
- Best Audio Mix: premia o jogo com a melhor mistura de música, sons e diálogos.

Há também categorias que premiam publicações, artistas ou técnicos.
| 2019, 17ª Edição - Audio of the Year : God of War - Music of the Year : God of War - Sound Design of the Year : God of War 2018, 16ª Edição - Audio of the Year : Cuphead - Music of the Year : Call of Duty: WWII - Sound Design of the Year : Call of Duty : WWII 2017, 15ª Edição - Audio of the Year : Uncharted 4: A Thief's End - Music of the Year : Abzû - Sound Design of the Year : Overwatch 2016, 14ª Edição - Audio of the Year : Ori and the Blind Forest - Music of the Year : Star Wars Battlefront - Sound Design of the Year : Star Wars Battlefront 2015, 13ª Edição - Audio of the Year : Call of Duty: Advanced Warfare - Music of the Year : Destiny - Sound Design of the Year : Call of Duty: Advanced Warfare 2014, 12ª Edição - Audio of the Year : The Last of Us - Music of the Year : BioShock Infinite - Sound Design of the Year : The Last of Us 2013, 11ª Edição - Audio of the Year : Diablo III - Music of the Year : Journey - Sound Design of the Year : Halo 4 2012, 10ª Edição - Audio of the Year : Battlefield 3 - Music of the Year : L.A. Noire - Sound Design of the Year : Battlefield 3 | 2011, 9ª Edição - Audio of the Year : Red Dead Redemption - Music of the Year : Red Dead Redemption - Sound Design of the Year : Battlefield: Bad Company 2 2010, 8ª Edição - Audio of the Year : Uncharted 2: Among Thieves - Music of the Year : Assassin's Creed II & Uncharted 2: Among Thieves - Sound Design of the Year : Uncharted 2: Among Thieves 2009, 7ª Edição - Audio of the Year : Dead Space - Music of the Year : Afrika - Sound Design of the Year : Dead Space 2008, 6ª Edição - Audio of the Year : BioShock - Music of the Year : BioShock - Sound Design of the Year : BioShock 2007, 5ª Edição - Audio of the Year : Gears of War - Music of the Year : Tomb Raider: Legend - Sound Design of the Year : Gears of War 2006, 4ª Edição - Audio of the Year : God of War - Music of the Year : God of War - Sound Design of the Year : God of War 2005, 3ª Edição - Audio of the Year : Halo 2 - Music of the Year : Myst IV: Revelation - Sound Design of the Year : Call of Duty: Finest Hour 2004, 2ª Edição - Audio of the Year : Call of Duty - Music of the Year : Indiana Jones and the Emperor's Tomb - Sound Design of the Year : Call of Duty 2003, 1ª Edição - Audio of the Year : Medal of Honor: Frontline - Music of the Year : Medal of Honor: Frontline - Sound Design of the Year : Medal of Honor: Frontline |